# SIPOC
| Prozessschritt 1 |

| Prozessschritt 2 |

Das englischsprachige Akronym SIPOC bezeichnet ein Six-Sigma-Werkzeug für die Definitions-Phase im Geschäftsprozessmanagement, das auch im Lean Management eingesetzt wird. Es steht für Suppliers (Lieferanten), Inputs (Eingangsgrößen), Process (Prozess), Outputs (Ergebnisse) und Customers (Kunden).

## Zweck
Ein SIPOC visualisiert die Momentaufnahme eines Prozesses.
SIPOC kann zum groben Erfassen eines Gesamtprozesses zu Beginn einer Verbesserungsmaßnahme oder eines Verbesserungsprojekts dienen. Die Erfassung des Prozessablaufes erfolgt gemeinsam mit relevanten Fachexperten in einem Workshop und sollte nicht länger als zwei Stunden dauern. Darüber hinaus kann SIPOC auch zur klaren Abgrenzung von Prozessen in Prozessketten genutzt werden. Der Output eines Prozesses wird hierbei zum Input eines anderen Prozesses.
Einige Autoren empfehlen das Ausfüllen der Tabelle von rechts nach links um eine kundenorientierte Sicht zu unterstützen. Bei einem Brainstorming wird der Inhalt häufig ohne diese Einschränkung gesammelt.

## Inhalte
Das Akronym SIPOC steht für die Spaltennamen des SIPOC-Diagramms.
- S – Suppliers (Lieferanten)
- I – Inputs (Einsatzfaktoren)
- P – Process (Prozess)
- O – Outputs (Ergebnisse)
- C – Customers (Kunden)

Supplierskönnen sowohl interne als auch externe Zulieferer oder Dienstleister für den Prozess sein.
Inputssind Materialien, Informationen und alle anderen Eingangsgrößen, die für den Prozess benötigt werden.
Processbeschreibt die Prozessschritte, die nötig sind, um aus dem Input den Output zu erzeugen. Für die Modellierung auf der Makroebene werden fünf bis sieben Schritte empfohlen.
Outputsbeschreiben Ergebnisse eines Prozesses. Beispiele sind im Prozess entstandene Produkte, Dokumente oder ein erbrachter Service.
Customerssind interne wie externe Kunden eines Prozesses, also sowohl Endkunden als auch andere Prozesse.

## Beispiel
Das Beispiel beschreibt die Zubereitung einer Tasse Tee.
| Wasser kochen |

| Teebeutel und Wasser in die Tasse einfüllen |

| 5 Minuten ziehen lassen |

| Teebeutel entnehmen |

| Teelöffel und Zucker auf die Untertasse legen |